# Gerry Brown
Gerald " Gerry " Brown ( født 9. november 1951 i Philadelphia , Pennsylvania , USA) er en amerikansk trommeslager. Han spillede med elbassiten John Lee og kom i 1972 til Amsterdam, hvor han indspillede med sin og John Lees gruppe. Han indspillede også med Chris Hinze, Jasper Van Hoff, Joachim Kühn, Toots Thielemans og Charlie Mariano, og vendte tilbage til USA, hvor han har været bosat siden. Han var en kort overgang medlem af Chick Coreas gruppe Return to Forever. Spiller i dag med Stevie Wonder.

## Diskografi
- John Lee & Gerry Brown – Infinite Jones
- John Lee & Gerry Brown – Mango sunrise
- John Lee & Gerry Brown – Still can´t get enough
- John Lee & Gerry Brown – Chaser
- John Lee & Gerry Brown – Brothers
- John Lee & Gerry Brown – Live at the Roxy Blue Note
- Medusa – Medusa
- Jasper Van Hoof – Eyeball
- Return to Forever – Live
- Return to Forever – Romantic Warrior
- Super Drumming vol. 1
- Stevie Wonder – Natural wonder – live.

## Eksterne kilder og henvisninger
- drummerworld.com
- Gerry Brown på Allmusic
- Gerry Brown på Allmusic
- Gerry Brown på Discogs
- Gerry Brown på MusicBrainz